# Jhoanner Chávez
Jhoanner Stalin Chávez Quintero (El Coca, Ecuador, 25 de abril de 2002) es un futbolista ecuatoriano. Juega de defensa y su equipo actual es el Racing Club de Lens de la Ligue 1 de Francia.

## Trayectoria
Jhoanner se formó en las inferiores de Independiente del Valle desde la categoría sub-12, desde 2017 ya jugaba en la reserva del equipo rayado y en 2019 tuvo su debut en el fútbol profesional ecuatoriano, jugó en la Copa Ecuador el partido de vuelta válido por los dieciseisavos de final ante Orense Sporting Club, siendo el único partido que disputó en esa temporada.
En 2020 fue parte del equipo sub-20 que quedó campeón de la Copa Libertadores de la categoría siendo una de las piezas claves del equipo, en esa temporada jugó en la filial del club, Independiente Juniors. Chávez debutó por el primer equipo del club el 6 de diciembre de 2020 contra El Nacional por la Serie A de Ecuador. También debutó internacionalmente en torneos Conmebol, fue el 1 de octubre en la derrota 0-4 ante Flamengo de Brasil.
En la temporada 2021 se consolidó en el equipo de primera y fue campeón de la Serie A al derrotar en la final al Club Sport Emelec, fue titular tanto en la ida como en la vuelta. En 2022 volvió a disputar la Copa Libertadores sub-20 siendo una de las figuras del club en el torneo. A nivel internacional anotó su primer gol ante América Mineiro el 25 de mayo de 2022, en la victoria 3-0 de local, anotó el tercer gol.
El 7 de enero de 2023 se confirmó su transferencia al Esporte Clube Bahia de Brasil, con un contrato hasta 2027. En julio de 2023 es cedido por seis meses a Independiente del Valle. El 9 de enero de 2024 fue presentado por el Racing Club de Lens de Francia, cedido por seis meses.

## Selección nacional

### Categorías inferiores

#### Participaciones en Sudamericanos
| Campeonato                  | Sede      | Resultado    | Partidos | Goles |
| --------------------------- | --------- | ------------ | -------- | ----- |
| Sudamericano Sub-15 de 2017 | Argentina | Primera fase | ¿?       | ¿?    |

#### Participaciones en Copas del Mundo
| Campeonato                  | Sede   | Resultado        | Partidos | Goles |
| --------------------------- | ------ | ---------------- | -------- | ----- |
| Copa Mundial Sub-17 de 2019 | Brasil | Octavos de final | 2        | 0     |

### Selección absoluta
El 5 de noviembre de 2022 es convocado por Gustavo Alfaro para jugar el partido amistoso ante Irak y también como parte del grupo de sparring de la selección ecuatoriana en su participación en la Copa Mundial de Fútbol de 2022 en Catar.

#### Participaciones en eliminatorias
| Mundial            | Sede            | Resultado   | Partidos | Goles |
| ------------------ | --------------- | ----------- | -------- | ----- |
| Eliminatorias 2026 | América del Sur | Clasificado | 5        | 0     |

### Partidos internacionales
Actualizado al último partido disputado el 19 de noviembre de 2024. 
| \| N.° \| Fecha \| Ciudad \| Rival \| Resultado \| Resultado \| Competencia \| \| --- \| ------------------------ \| ------------ \| -------- \| --------- \| --------- \| ----------------------------- \| \| 1. \| 12 de noviembre de 2022 \| Madrid \| Irak \| 0-0 \| Empate \| Amistoso \| \| 2. \| 12 de octubre de 2023 \| La Paz \| Bolivia \| 2-1 \| Victoria \| Eliminatorias al Mundial 2026 \| \| 3. \| 17 de octubre de 2023 \| Quito \| Colombia \| 0-0 \| Empate \| Eliminatorias al Mundial 2026 \| \| 4. \| 10 de septiembre de 2024 \| Quito \| Perú \| 1-0 \| Victoria \| Eliminatorias al Mundial 2026 \| \| 5. \| 15 de octubre de 2024 \| Montevideo \| Uruguay \| 0-0 \| Empate \| Eliminatorias al Mundial 2026 \| \| 6. \| 19 de noviembre de 2024 \| Barranquilla \| Colombia \| 1-0 \| Victoria \| Eliminatorias al Mundial 2026 \| |                          |              |          |           |           |                               |
| N.° | Fecha                    | Ciudad       | Rival    | Resultado | Resultado | Competencia                   |
| 1. | 12 de noviembre de 2022  | Madrid       | Irak     | 0-0       | Empate    | Amistoso                      |
| 2. | 12 de octubre de 2023    | La Paz       | Bolivia  | 2-1       | Victoria  | Eliminatorias al Mundial 2026 |
| 3. | 17 de octubre de 2023    | Quito        | Colombia | 0-0       | Empate    | Eliminatorias al Mundial 2026 |
| 4. | 10 de septiembre de 2024 | Quito        | Perú     | 1-0       | Victoria  | Eliminatorias al Mundial 2026 |
| 5. | 15 de octubre de 2024    | Montevideo   | Uruguay  | 0-0       | Empate    | Eliminatorias al Mundial 2026 |
| 6. | 19 de noviembre de 2024  | Barranquilla | Colombia | 1-0       | Victoria  | Eliminatorias al Mundial 2026 |

## Estadísticas

### Clubes
Actualizado al último partido disputado el 5 de enero de 2025.
| Club                              | Div.          | Temporada     | Liga  | Liga  | Copas nacionales | Copas nacionales | Copas internacionales | Copas internacionales | Otros | Otros | Total | Total |
| Club                              | Div.          | Temporada     | Part. | Goles | Part.            | Goles            | Part.                 | Goles                 | Part. | Goles | Part. | Goles |
| --------------------------------- | ------------- | ------------- | ----- | ----- | ---------------- | ---------------- | --------------------- | --------------------- | ----- | ----- | ----- | ----- |
| Independiente del Valle · Ecuador | 1.ª           | 2019          | 0     | 0     | 1                | 0                | 0                     | 0                     | 0     | 0     | 1     | 0     |
| Independiente Juniors · Ecuador   | 2.ª           | 2020          | 3     | 0     | —                | —                | —                     | —                     | —     | —     | 3     | 0     |
| Independiente Juniors · Ecuador   | Total club    | Total club    | 3     | 0     | 0                | 0                | 0                     | 0                     | 0     | 0     | 3     | 0     |
| Independiente del Valle · Ecuador | 1.ª           | 2020          | 2     | 0     | —                | —                | 1                     | 0                     | —     | —     | 3     | 0     |
| Independiente del Valle · Ecuador | 1.ª           | 2021          | 21    | 0     | 1                | 0                | 7                     | 0                     | —     | —     | 29    | 0     |
| Independiente del Valle · Ecuador | 1.ª           | 2022          | 21    | 3     | 10               | 2                | 13                    | 2                     | 0     | 0     | 44    | 7     |
| E. C. Bahia · Brasil              | 1.ª           | 2023          | 10    | 0     | 5                | 0                | 0                     | 0                     | 14    | 1     | 29    | 1     |
| E. C. Bahia · Brasil              | Total club    | Total club    | 10    | 0     | 5                | 0                | 0                     | 0                     | 14    | 1     | 29    | 1     |
| Independiente del Valle · Ecuador | 1.ª           | 2023          | 15    | 2     | 0                | 0                | 0                     | 0                     | —     | —     | 15    | 2     |
| Independiente del Valle · Ecuador | Total club    | Total club    | 59    | 5     | 12               | 2                | 21                    | 2                     | 0     | 0     | 92    | 9     |
| R. C. Lens Francia                | 1.ª           | 2023-24       | 8     | 0     | 0                | 0                | 2                     | 0                     | —     | —     | 10    | 0     |
| R. C. Lens Francia                | 1.ª           | 2024-25       | 10    | 1     | 1                | 0                | 2                     | 0                     | —     | —     | 13    | 1     |
| R. C. Lens Francia                | Total club    | Total club    | 18    | 1     | 1                | 0                | 4                     | 0                     | 0     | 0     | 23    | 1     |
| Total carrera                     | Total carrera | Total carrera | 90    | 6     | 18               | 2                | 25                    | 2                     | 14    | 1     | 147   | 11    |
| 1. 2. 3.                          |               |               |       |       |                  |                  |                       |                       |       |       |       |       |

### Selección
Actualizado al último partido disputado el 19 de noviembre de 2024.
| Selección       | Año             | Amistosos | Amistosos | Amistosos | Continental | Continental | Continental | Mundial | Mundial | Mundial | Total | Total | Total  | Media goleadora |
| Selección       | Año             | Part.     | Goles     | Asist.    | Part.       | Goles       | Asist.      | Part.   | Goles   | Asist.  | Part. | Goles | Asist. | Media goleadora |
| --------------- | --------------- | --------- | --------- | --------- | ----------- | ----------- | ----------- | ------- | ------- | ------- | ----- | ----- | ------ | --------------- |
| Sub-17          | 2019            | —         | —         | —         | —           | —           | —           | 2       | 0       | 0       | 2     | 0     | 0      | 0               |
| Sub-20          | 2020            | 2         | 0         | 0         | —           | —           | —           | —       | —       | —       | 2     | 0     | 0      | 0               |
| Absoluta        | 2022            | 1         | 0         | 0         | —           | —           | —           | —       | —       | —       | 1     | 0     | 0      | 0               |
| Absoluta        | 2023            | —         | —         | —         | 2           | 0           | 0           | —       | —       | —       | 2     | 0     | 0      | 0               |
| Absoluta        | 2024            | —         | —         | —         | 3           | 0           | 0           | —       | —       | —       | 3     | 0     | 0      | 0               |
| Absoluta        | Total           | 1         | 0         | 0         | 5           | 0           | 0           | 0       | 0       | 0       | 6     | 0     | 0      | 0               |
| Total selección | Total selección | 3         | 0         | 0         | 5           | 0           | 0           | 2       | 0       | 0       | 10    | 0     | 0      | 0               |
| 1. 2.           |                 |           |           |           |             |             |             |         |         |         |       |       |        |                 |

## Palmarés

### Campeonatos regionales
| Título            | Club        | Año  |
| ----------------- | ----------- | ---- |
| Campeonato Baiano | E. C. Bahia | 2023 |

### Campeonatos nacionales
| Título             | Club                    | Año  |
| ------------------ | ----------------------- | ---- |
| Serie A de Ecuador | Independiente del Valle | 2021 |
| Copa Ecuador       | Independiente del Valle | 2022 |

### Campeonatos internacionales
| Título                   | Club                    | Año  |
| ------------------------ | ----------------------- | ---- |
| Copa Libertadores Sub-20 | Independiente del Valle | 2020 |
| Copa Sudamericana        | Independiente del Valle | 2022 |